# Syngonanthus xinguensis
Syngonanthus xinguensis är en gräsväxtart som beskrevs av Harold Norman Moldenke. Syngonanthus xinguensis ingår i släktet Syngonanthus och familjen Eriocaulaceae. Inga underarter finns listade i Catalogue of Life.